# Type 93 (mitragliatrice pesante)
La Type 93 è stata una mitragliatrice pesante (Kusan-shiki jū-kikanjū in lingua giapponese) in calibro 13,2 mm, adoperata dalla marina imperiale giapponese e in minor misura dall'esercito a partire dal 1933 circa. Si trattava di una copia modificata della Hotchkiss Mle 1929 e divenne l'arma contraerea leggera standard per tutte le navi da guerra nipponiche; fu impiegata in impianti singoli, binati e anche quadrinati. Durante la seconda guerra mondiale fu adoperata pure contro la fanteria, i blindati leggeri e i mezzi da sbarco avversari, sia dall'esercito che dalle forze di terra della marina.

## Storia e impiego sul campo
Nel 1929 la Francia immise in servizio la mitragliatrice pesante Hotchkiss Mle 1929 da 13,2 mm, deputata al tiro contraereo sulle distanze medio-corte. Al principio degli anni trenta la marina imperiale giapponese, interessata a quest'arma, ne comprò un certo numero sotto forma di impianti binati e quadrinati. Le prove di valutazione si conclusero con esito positivo e il 4 febbraio 1933 la mitragliatrice fu immatricolata dalla marina imperiale giapponese come "Type 93", dalle ultime due cifre del corrente anno imperiale (il 2593). Fu quindi acquisita la licenza per fabbricarla in Giappone e, nel 1935, iniziò la produzione della versione nipponica, leggermente modificata rispetto l'originale francese. In entrambi i casi, la produzione fu portata avanti dagli arsenali della marina di Yokosuka e Toyokawa: sebbene non si conosca il numero esatto di pezzi consegnati, è ragionevole supporre che essi fossero nell'ordine di alcune decine di migliaia. Inoltre, è noto che negli ultimi mesi del 1944 la fabbricazione mensile aveva raggiunto i 1 200 pezzi, nonostante per l'epoca fosse divenuto chiaro che le cartucce calibro 13,2 mm non fossero più efficaci contro i moderni aeroplani. La Type 93 fu adoperata su praticamente ogni classe della marina nipponica sino al termine delle ostilità, nel settembre 1945.
La Type 93 era offerta su affusti singoli, binati o quadrinati. Gli affusti singoli erano disponibili in due versioni, leggera da 113 chili e pesante da 213 chili; quelli binati arrivavano a 314 chili e le installazioni a quattro mitragliatrici pesavano ben 1163 chili. Tutti e tre i complessi avevano un alzo compreso tra i -15° e i +85° e un brandeggio completo, entrambi erano ottenuti mediante azione manuale da esercitare su due volantini. In questi impianti navali (comunque adoperati anche a terra dalle Kaigun Tokubetsu Rikusentai) ogni mitragliatrice era rifornita con 2 500 cartucce. Nata come pezzo contraereo, la Type 93 fu anche usata nell'accompagnamento e supporto delle truppe imperiali, ingaggiando bersagli terrestri.
L'arma destò l'interesse dell'esercito, che ne fece un modesto utilizzo. Alla conclusione della seconda guerra mondiale ne possedeva circa 1 494 in vari tipi di installazione.

## Descrizione
La Type 93 pesava da sola 42 chili e in totale era lunga 1410 mm (39 chili senza caricatore e 2260 mm per un'altra fonte). La canna misurava 1003 mm, era equipaggiata con un tromboncino spegnifiamma e presentava un'anima a rigatura destrorsa a passo costante con otto scanalature, profonde 0,15 mm. La canna era avvitata alla faccia anteriore del castello, dove si inseriva anche, in un'apposita sede sottostante, il cilindro contenente il pistone a lunga corsa. Questa sistemazione non era però ergonomica e impediva un rapido e agevole cambio delle canne surriscaldate. Sul lato superiore del castello si trovava la finestra di alimentazione, che accoglieva un caricatore ad astuccio curvo contenente trenta cartucce 13,2 × 99 mm Type 93. Al blocco posteriore era stato assicurato un calcio con l'impugnatura a pistola e il grilletto.
L'arma funzionava secondo il principio della sottrazione di gas e del bloccaggio dell'otturatore: una parte dei gas derivati dallo sparo della prima cartuccia entrava nel cilindro e spingeva indietro il pistone, che riportava l'azione alla configurazione precedente; l'otturatore veniva sollevato e bloccato mediante alette, così da sigillare la camera di scoppio. La successiva cartuccia era perciò camerata e veniva colpita dal percussore una volta che il pistone, esaurita la pressione dei gas, tornava al suo posto e permetteva alla molla di lanciarlo in avanti. Il raffreddamento ad aria era facilitato dalla fitta serie di anelli che rivestiva la canna e si poteva sparare solamente in modalità automatica. Il rateo di fuoco ciclico oscillava tra i 425 e i 475 colpi al minuto, ma la necessità di cambiare spesso il caricatore lo abbassava a 250; il proiettile raggiungeva una velocità iniziale di 805 m/s e la vita media di una canna ammontava a 3 070 colpi circa. Ogni detonazione originava una pressione di 3000 kg/cm² nella camera di scoppio. La gittata massima nel tiro su bersagli a terra arrivava a 6000 metri con alzo di 45° e 6500 metri con alzo a 50°; la gittata di tangenza massima era di 4500 metri, ma soltanto entro i 1000 metri il fuoco era realmente efficace contro i velivoli attaccanti.
La Type 93 era fornita con due tipi di mirino. Per il fuoco antiaereo si usava un mirino graduato da 200 a 3000 metri, accoppiato a un calcolatore tarato per inseguire bersagli che si muovevano sino a una velocità di 500 chilometri orari. Se invece l'arma era impiegata contro la fanteria, veicoli o mezzi da sbarco, allora l'operatore passava a un sistema di mira tradizionale. In cima alla canna, disassato a sinistra, era integrabile una tacca di mira da allinearsi con un alzo posteriore, graduato da 300 a 3600 metri e dotato di listella regolatrice.